# Venezuela az 1960. évi nyári olimpiai játékokon
Venezuela az olaszországi Rómában megrendezett 1960. évi nyári olimpiai játékok egyik részt vevő nemzete volt. Az országot az olimpián 9 sportágban 36 sportoló képviselte, akik összesen 1 érmet szereztek.

## Érmesek
| Érem  | Versenyző       | Sportág       | Versenyszám             |
| ----- | --------------- | ------------- | ----------------------- |
| Bronz | Enrico Forcella | Sportlövészet | Férfi sportpuska, fekvő |

## Atlétika
Férfi
| Versenyző                                                           | Versenyszám     | Előfutam | Előfutam | Negyeddöntő | Negyeddöntő | Elődöntő | Elődöntő | Döntő   | Döntő    |
| Versenyző                                                           | Versenyszám     | Idő      | Hely.    | Idő         | Hely.       | Idő      | Hely.    | Idő     | Helyezés |
| ------------------------------------------------------------------- | --------------- | -------- | -------- | ----------- | ----------- | -------- | -------- | ------- | -------- |
| Horacio Esteves                                                     | 100 m           | 10,4     | 1.       | 10,5        | 1.          | 10,5     | 5.       | kiesett | kiesett  |
| Lloyd Murad                                                         | 100 m           | 10,7     | 2.       | 10,8        | 5.          | kiesett  | kiesett  | kiesett | kiesett  |
| Lloyd Murad                                                         | 200 m           | 21,8     | 3.       | kiesett     | kiesett     | kiesett  | kiesett  | kiesett | kiesett  |
| Rafael Romero                                                       | 200 m           | 21,4     | 2.       | 21,4        | 7.          | kiesett  | kiesett  | kiesett | kiesett  |
| Rafael Romero                                                       | 100 m           | 10,7     | 3.       | 11,1        | 6.          | kiesett  | kiesett  | kiesett | kiesett  |
| Víctor Maldonado                                                    | 400 m gát       | 52,6     | 4.       |             | kiesett     | kiesett  | kiesett  | kiesett |          |
| Clive Bonas Lloyd Murad Emilio Romero Rafael Romero Horacio Esteves | 4 × 100 m váltó | 41,0     | 3.       |             | 40,3        | 2.       | 40,7     | 5.      |          |

| Versenyző   | Versenyszám | Selejtező                | Selejtező                | Döntő    | Döntő    |
| Versenyző   | Versenyszám | Eredmény                 | Helyezés                 | Eredmény | Helyezés |
| ----------- | ----------- | ------------------------ | ------------------------ | -------- | -------- |
| Clive Bonas | Távolugrás  | érvényes kísérlet nélkül | érvényes kísérlet nélkül | kiesett  | kiesett  |

| Versenyző     | Versenyszám | 100 m | 100 m | Távolugrás | Távolugrás | Súlylökés | Súlylökés | Magasugrás | Magasugrás | 400 m | 400 m | 110 m gát | 110 m gát | Diszkoszvetés | Diszkoszvetés | Rúdugrás | Rúdugrás | Gerelyhajítás | Gerelyhajítás | 1500 m | 1500 m | Végeredmény | Végeredmény |
| Versenyző     | Versenyszám | Idő   | Pont  | Eredmény   | Pont       | Eredmény  | Pont      | Eredmény   | Pont       | Idő   | Pont  | Idő       | Pont      | Eredmény      | Pont          | Eredmény | Pont     | Eredmény      | Pont          | Idő    | Pont   | Pont        | Helyezés    |
| ------------- | ----------- | ----- | ----- | ---------- | ---------- | --------- | --------- | ---------- | ---------- | ----- | ----- | --------- | --------- | ------------- | ------------- | -------- | -------- | ------------- | ------------- | ------ | ------ | ----------- | ----------- |
| Héctor Thomas | Tízpróba    | 11,1  | 870   | 681 cm     | 728        | 13,42 m   | 712       | 175 cm     | 711        | 54,1  | 576   | 16,9      | 443       | 40,77 m       | 648           | 320 cm   | 400      | 51,15 m       | 549           | 5:25,2 | 116    | 5753        | 20.         |

## Birkózás
Szabadfogású
| Versenyző      | Versenyszám | 1. forduló              | 1. forduló | 1. forduló | 2. forduló                    | 2. forduló | 2. forduló | 3. forduló                       | 3. forduló | 3. forduló | 4. forduló        | 4. forduló | 4. forduló | 5. forduló        | 5. forduló | 5. forduló | Döntő             | Döntő   | Döntő   | Helyezés |
| Versenyző      | Versenyszám | Ellenfél Eredmény       | Pont       | Hely.      | Ellenfél Eredmény             | Pont       | Hely.      | Ellenfél Eredmény                | Pont       | Hely.      | Ellenfél Eredmény | Pont       | Hely.      | Ellenfél Eredmény | Pont       | Hely.      | Ellenfél Eredmény | Pont    | Hely.   | Helyezés |
| -------------- | ----------- | ----------------------- | ---------- | ---------- | ----------------------------- | ---------- | ---------- | -------------------------------- | ---------- | ---------- | ----------------- | ---------- | ---------- | ----------------- | ---------- | ---------- | ----------------- | ------- | ------- | -------- |
| Rafael Durán   | 67 kg       | Bong Uk-Won (KOR) · 3-1 | 3          | =13.       | Mario Tovar (MEX) · kétvállas | 7          | =20.       | kiesett                          | kiesett    | kiesett    | kiesett           | kiesett    | kiesett    | kiesett           | kiesett    | kiesett    | kiesett           | kiesett | kiesett | 20.      |
| César Ferreras | 87 kg       | erőnyerő                | 0          | =1.        | Eugen Holzherr (SUI) · 2-2    | 2          | =6.        | Anatolij Albul (URS) · kétvállas | 6          | =10.       | kiesett           | kiesett    | kiesett    | kiesett           | kiesett    | kiesett    | kiesett           | kiesett | kiesett | 10.      |

## Kerékpározás

### Országúti kerékpározás
| Versenyző                                                       | Versenyszám     | Idő             | Helyezés      |
| --------------------------------------------------------------- | --------------- | --------------- | ------------- |
| Arsenio Chirinos                                                | Mezőnyverseny   | 4:20:57 (+0:20) | 29.           |
| José Ferreira                                                   | Mezőnyverseny   | 4:28:24 (+7:47) | 63.           |
| Francisco Mujica                                                | Mezőnyverseny   | nem ért célba   | nem ért célba |
| Emilio Vidal                                                    | Mezőnyverseny   | 4:26:05 (+5:28) | 62.           |
| Arsenio Chirinos Víctor Chirinos José Ferreira Francisco Mujica | Csapat időfutam | 2:30:52,30      | 23.           |

## Ökölvívás
| Versenyző       | Versenyszám  | Selejtező         | 32-es főtábla              | Nyolcaddöntő              | Negyeddöntő       | Elődöntő          | Döntő             | Helyezés |
| Versenyző       | Versenyszám  | Ellenfél Eredmény | Ellenfél Eredmény          | Ellenfél Eredmény         | Ellenfél Eredmény | Ellenfél Eredmény | Ellenfél Eredmény | Helyezés |
| --------------- | ------------ | ----------------- | -------------------------- | ------------------------- | ----------------- | ----------------- | ----------------- | -------- |
| Mario Romero    | Könnyűsúly   | erőnyerő          | Harry Campbell (USA) · 1-4 | kiesett                   | kiesett           | kiesett           | kiesett           | 17.      |
| Miguel Amarista | Kisváltósúly | erőnyerő          | Jorge Salomão (BRA) · 3-2  | Kim Deuk-bong (KOR) · RSC | kiesett           | kiesett           | kiesett           | 9.       |
| Fidel Odremán   | Középsúly    |                   | Edward Crook (USA) · RSC   | kiesett                   | kiesett           | kiesett           | kiesett           | 17.      |

## Sportlövészet
Férfi
| Versenyző         | Versenyszám          | Selejtező | Selejtező  | Selejtező  | Döntő   | Döntő    |
| Versenyző         | Versenyszám          | Csoport   | Pont       | Helyezés   | Pont    | Helyezés |
| ----------------- | -------------------- | --------- | ---------- | ---------- | ------- | -------- |
| Carlos Crassus    | Gyorstüzelő pisztoly |           |            |            | 572     | 26.      |
| Carlos Monteverde | Gyorstüzelő pisztoly |           |            |            | 571     | 27.      |
| José Cazorla      | Sportpuska, fekvő    | A         | 380        | 27.        | 570     | 46.      |
| Enrico Forcella   | Sportpuska, fekvő    | B         | 391        | 3.         | 587     |          |
| Franco Bonato     | Trap                 |           | nincs adat | nincs adat | kiesett | kiesett  |
| Bram Zanella      | Trap                 |           | 93         | =6.        | 177     | =22.     |

## Súlyemelés
| Versenyző          | Versenyszám | Nyomás                   | Nyomás                   | Szakítás | Szakítás | Lökés    | Lökés    | Összesen | Helyezés |
| Versenyző          | Versenyszám | Eredmény                 | Helyezés                 | Eredmény | Helyezés | Eredmény | Helyezés | Összesen | Helyezés |
| ------------------ | ----------- | ------------------------ | ------------------------ | -------- | -------- | -------- | -------- | -------- | -------- |
| Ambrosio Solórzano | 75 kg       | érvényes kísérlet nélkül | érvényes kísérlet nélkül | kiesett  | kiesett  | kiesett  | kiesett  | kiesett  | kiesett  |
| Enrique Guittens   | 82,5 kg     | érvényes kísérlet nélkül | érvényes kísérlet nélkül | kiesett  | kiesett  | kiesett  | kiesett  | kiesett  | kiesett  |

## Úszás
Női
| Versenyző            | Versenyszám | Előfutam | Előfutam | Előfutam | Elődöntő | Elődöntő | Elődöntő | Döntő   | Döntő    |
| Versenyző            | Versenyszám | Idő      | Hely.    | Össz.    | Idő      | Hely.    | Össz.    | Idő     | Helyezés |
| -------------------- | ----------- | -------- | -------- | -------- | -------- | -------- | -------- | ------- | -------- |
| Anneliese Rockenbach | 100 m gyors | 1:08,5   | 5.       | 29.      | kiesett  | kiesett  | kiesett  | kiesett | kiesett  |
| Anneliese Rockenbach | 100 m hát   | 1:18,6   | 7.       | 24.      |          |          |          | kiesett | kiesett  |

## Vitorlázás
Nyílt
| Versenyző                  | Versenyszám | Futam | Futam | Futam | Futam | Futam | Futam | Futam | Pontszám | Helyezés |
| Versenyző                  | Versenyszám | 1     | 2     | 3     | 4     | 5     | 6     | 7     | Pontszám | Helyezés |
| -------------------------- | ----------- | ----- | ----- | ----- | ----- | ----- | ----- | ----- | -------- | -------- |
| Daniel Camejo Peter Camejo | Csillaghajó | (154) | 154   | 154   | 340   | 261   | 402   | 174   | 1485     | 21.      |

## Vívás
Férfi
| Versenyző                                                  | Versenyszám  | Csoportkör | Csoportkör | Csoportkör | Csoportkör | Csoportkör | Csoportkör  | Csoportkör        | Csoportkör | Csoportkör        | Csoportkör | Helyezés    |
| Versenyző                                                  | Versenyszám  | 1. kör | 1. kör     | 2. kör | 2. kör     | Negyeddöntő | Negyeddöntő | Elődöntő          | Elődöntő   | Döntő             | Döntő      | Helyezés    |
| Versenyző                                                  | Versenyszám  | Ellenfél Eredmény | Hely.      | Ellenfél Eredmény | Hely.      | Ellenfél Eredmény | Hely.       | Ellenfél Eredmény | Hely.      | Ellenfél Eredmény | Hely.      | Helyezés    |
| ---------------------------------------------------------- | ------------ | --- | ---------- | --- | ---------- | --- | ----------- | ----------------- | ---------- | ----------------- | ---------- | ----------- |
| Jesús Gruber                                               | Tőr, egyéni  | 5. csoport · Jürgen Brecht (EUA) · 5-4 · Mario Curletto (ITA) · 5-3 · Asen Dyakovski (BUL) · 5-1 · Harry Thuillier (IRL) · 5-2 · Jean Khayat (TUN) · 5-1 · Édouard Didier (LUX) · 0-5        | 1.         | 1. csoport · Joaquín Moya (ESP) · 5-4 · Kamuti László (HUN) · 5-3 · Bill Hoskyns (GBR) · 2-5 · Albert Axelrod (USA) · 1-5 · Jean-Claude Magnan (FRA) · nem vívtak | 4.         | 3. csoport · Viktor Zsdanovics (URS) · 1-5 · Janusz Różycki (POL) · 3-5 · Roger Closset (FRA) · 2-5 · Alberto Pellegrino (ITA) · 3-5 · Tim Gerresheim (EUA) · nem vívtak | 6.          | kiesett           | kiesett    | kiesett           | kiesett    | helyezetlen |
| Freddy Quintero                                            | Tőr, egyéni  | 2. csoport · Tim Gerresheim (EUA) · 5-1 · Michael Sichel (AUS) · 5-2 · Pedro Marçal (POR) · 5-1 · Christian d’Oriola (FRA) · 2-5 · Ralph Cooperman (GBR) · 4-5 · Moustafa Soheim (RAU) · 4-5 | 4.         | kiesett | kiesett    | kiesett | kiesett     | kiesett           | kiesett    | kiesett           | kiesett    | helyezetlen |
| Luis García                                                | Tőr, egyéni  | 4. csoport · Kamuti Jenő (HUN) · 5-4 · Jesús Díez (ESP) · 5-4 · Göran Abrahamsson (SWE) · 5-3 · Janusz Różycki (POL) · 2-5 · Eugene Glazer (USA) · 1-5 · Gilbert Orengo (MON) · 4-5          | 4.         | kiesett | kiesett    | kiesett | kiesett     | kiesett           | kiesett    | kiesett           | kiesett    | helyezetlen |
| Luis García                                                | Kard, egyéni | 4. csoport · Jerzy Pawłowski (POL) · 1-5 · José Van Baelen (BEL) · 1-5 · Josef Wanetschek (AUT) · 1-5 · Benito Ramos (MEX) · 2-5 · César de Diego (ESP) · 3-5                                | 6.         | kiesett | kiesett    | kiesett | kiesett     | kiesett           | kiesett    | kiesett           | kiesett    | helyezetlen |
| Augusto Gutiérrez                                          | Kard, egyéni | 1. csoport · Jean Khayat (TUN) · 5-4 · Claude Arabo (FRA) · 2-5 · Wilfried Wöhler (EUA) · 1-5 · Asen Dyakovski (BUL) · 1-5 · Orlando Azinhais (POR) · nem vívtak                             | 4.         | kiesett | kiesett    | kiesett | kiesett     | kiesett           | kiesett    | kiesett           | kiesett    | helyezetlen |
| Luis García Jesús Gruber Augusto Gutiérrez Freddy Quintero | Tőr, csapat  | 5. csoport · Egyesült Német Csapat (EUA) · 2-14 · Nagy-Britannia (GBR) · 2-14 | 3.         | kiesett |            | kiesett |             | kiesett           |            | kiesett           |            | =13.        |

Női
| Versenyző                                               | Versenyszám | Csoportkör | Csoportkör | Csoportkör        | Csoportkör  | Csoportkör        | Csoportkör | Csoportkör        | Csoportkör | Helyezés    |
| Versenyző                                               | Versenyszám | 1. kör | 1. kör     | Negyeddöntő       | Negyeddöntő | Elődöntő          | Elődöntő   | Döntő             | Döntő      | Helyezés    |
| Versenyző                                               | Versenyszám | Ellenfél Eredmény | Hely.      | Ellenfél Eredmény | Hely.       | Ellenfél Eredmény | Hely.      | Ellenfél Eredmény | Hely.      | Helyezés    |
| ------------------------------------------------------- | ----------- | --- | ---------- | ----------------- | ----------- | ----------------- | ---------- | ----------------- | ---------- | ----------- |
| Belkis Leal                                             | Tőr, egyéni | 2. csoport · Sylwia Julito (POL) · 0-4 · Dömölky Lídia (HUN) · 0-4 · Janice-Lee York-Romary (USA) · 2-4 · Maria Grötzer (AUT) · 1-4 · Marjatta Moulin (FIN) · 0-4                                          | 6.         | kiesett           | kiesett     | kiesett           | kiesett    | kiesett           | kiesett    | helyezetlen |
| Ingrid Sander                                           | Tőr, egyéni | 4. csoport · Elżbieta Pawlas (POL) · 0-4 · Irene Camber (ITA) · 2-4 · Monique Leroux (FRA) · 2-4 · Margaret Stafford (GBR) · 2-4 · Helga Gnauer (AUT) · 3-4                                                | 6.         | kiesett           | kiesett     | kiesett           | kiesett    | kiesett           | kiesett    | helyezetlen |
| Norma Santini                                           | Tőr, egyéni | 3. csoport · Rosemarie Scherberger (EUA) · 4-2 · Traudl Ebert (AUT) · 1-4 · Bruna Colombetti (ITA) · 3-4 · Christina Lagerwall (SWE) · 3-4 · Johanna Winter (AUS) · 2-4 · Claude Wallet (BEL) · nem vívtak | 6.         | kiesett           | kiesett     | kiesett           | kiesett    | kiesett           | kiesett    | helyezetlen |
| Belkis Leal Teófila Márquiz Ingrid Sander Norma Santini | Tőr, csapat | 1. csoport · Szovjetunió (URS) · 3-13 · Olaszország (ITA) · 3-13 | 3.         | kiesett           |             | kiesett           |            | kiesett           |            | =9.         |